# Khuzdul
(Gimli, Il Signore degli Anelli, Le due torri - J. R. R. Tolkien)

Iscrizioni in Khuzdul sulla tomba di Balin, signore di Moria

Il Khuzdul (/kʰuzdul/) è una lingua artificiale creata da J.R.R. Tolkien ed utilizzata nei suoi romanzi fantasy dalla popolazione immaginaria dei Nani, una delle tante stirpi di Arda e della Terra di Mezzo. Di questa lingua si sa poco, data la sua marginale importanza negli scritti di Tolkien. Sembra però che sia basato su radici triconsonantiche, come le lingue semitiche.

## Storia interna
Come riportato nel Silmarillion, il khuzdul venne creato dal vala Aulë per essere insegnato alle creature da lui concepite, ossia i Sette Padri dei nani. Quando poi i loro discendenti iniziarono a popolare la Terra di Mezzo, questi continuarono a nutrire molta stima verso il loro creatore, al punto da conservare il loro linguaggio originale. Al primo contatto con gli Eldar, nella Prima Era, i nani impararono facilmente la loro lingua, mentre pochi Elfi riuscirono a fare altrettanto col khuzdul, dato che lo trovavano sgradevole e cacofonico.

## Caratteristiche
Il khuzdul era il linguaggio segreto dei nani e veniva adoperato sempre e solo da questi: infatti, per evitare che qualcuno potesse apprendere anche una sola parola khuzdul, ogni nano aveva due nomi: uno in lingua corrente (utilizzato con gli uomini e gli elfi), l'altro in khuzdul (utilizzato in presenza di soli nani).

## Neo-khuzdul
Per la trilogia cinematografica de il Signore degli Anelli, Peter Jackson ha ingaggiato il linguista David Salo per ricostruire quel poco di Khuzdul ricavabile dai racconti di Tolkien, ampliandolo in maniera tale da poterlo usare nei film. Questa lingua di solito viene chiamata dai tolkieniani «neo-khuzdul».

### Frasi in neo-khuzdul presenti nei film
Nella trilogia de Il signore degli Anelli, assieme a molti dialoghi nelle lingue elfiche, vi sono alcune frasi in khuzdul, perlopiù in forma scritta. La prima frase che appare ne La Compagnia dell'Anello è riportata su una parete della camera di Moria in cui si trova la tomba di Balin:
(David Salo, La Compagnia dell'Anello (film))
Sempre nella stanza di Balin il libro trovato da Gandalf presenta sul dorso la scritta:
(David Salo, La Compagnia dell'Anello (film))
Successivamente si vede scritto sul portale che porta al ponte di Khazad-dûm:
(David Salo, La Compagnia dell'Anello (film))
La trilogia de Lo Hobbit presenta il maggior numero di frasi in khuzdul dell'universo cinematografico di Peter Jackson.

## Glossario (khuzdul e neo-khuzdul)
- aglâb “Lingua parlata”
- ai-mênu “su di te”, composto da «aya» e «mênu»
- aya “su, sopra”
- Azaghâl signore dei Nani di Belegost
- Azanûl forma probabilmente rimpiazzata di Azanulbizar
- Azanulbizar “Valle dei Rivi Tenebrosi”, si vedano gli elementi «ZN», «ul» e «bizar»
- baraz “rosso”, in Barazimbar; o in Baraz stesso, nome abbreviato di Barazimbar
- Barazinbar “Cornorosso”, un monte di Moria. Sindarin «Caradhras». Si vedano «baraz» e «inbar» baruk “asce, scuri”, plur.
- Baruk Khazâd! “(Per) le Asce dei Nani!”, un grido di guerra
- bizar “valle” in Azanulbizâr
- BND radice triconsonantica vista in «bund» “testa”
- BRZ radice triconsonantica vista in «baraz», “rosso” o “vermiglio”
- bund “testa” in Bundushathûr e fors'anche in Sharbhund
- Bundushathûr “Vettanubi”, uno dei monti di Moria. Sindarin «Fanuidhol», con lo stesso significato. È composta dagli elementi «bund(u)» e «shatûr»
- Buzundush “Morthond, Cepponero”
- Carn Dûm non è certa l'appartenenza al linguaggio nanesco, ma la presenza di «dûm» farebbe presupporre il contrario
- dûm “scavi, aule, abitazioni”, un plurale o collettivo in Khazad-dûm e probabilmente anche in Carn Dûm. Una sua possibile forma del genitivo appare in Khazaddûmu
- FELEK “roccia intagliata”, una radice felak 1) uno strumento come uno scalpello a lama larga, o una lama d'ascia senza manico per tagliare la pietra; 2) usare tale strumento. Vi sarebbe da proporre «felak» anche come “scavatore” (un nome arcaico) basato su quanto segue
- felakgundu “scavatore di cave” (preso in prestito dal Sindarin come Felagund, un nome di Finrod) Fundinul “(figlio) di Fundin”, Fundin è apparentemente un vocabolo del linguaggio degli uomini, ma la terminazione lascia trasparire un genitivo Nanesco
- gabil “grande”, isolate da Gabilgathol e Gabilan Gabilân, un nome del fiume Gelion. Include apparentemente la forma «gabil», “grande”
- Gabilgathol “grande fortezza”, Sindarin Belegost Gamil Zirak il Vecchio, nome di un fabbro Nano, maestro di Telchar di Nogrod. Gamil è simile all'Antico Nordico «gamall», ed all'Antico Inglese «gamol», entrambi significanti “vecchio” gathol “fortezza”, estratto da Gabilgathol
- Ghivashel "tesoro tra i tesori"
- Gundabad, in Monte Gundabad. In origine non si identificava in questa lingua, ma solo dopo il suggerimento che davano le parole Nanesche «uzbad» e «-gundu»; si è anche affermato tuttavia che Gundabad non sia in origine un nome Khuzdul (“Nanesco”) gundu “casa, abitazione sotterranea” (dalla radice «GUNUD»). L'elemento «-gund(u)» appare in Felak-gundu, nonché in Gundabad e Nargûn. GUNUD “scavo sotterraneo, tunnel”, registrata come una radice. Cf. il tema «gundu» di sopra
- Ibun un figlio di Mîm il Nano. Appartenenza non certa
- iglishmêk, il linguaggio gestuale dei Nani.
- inbar “corno” (riferito ad un monte quale il Cornorosso) in Barazinbar
- Kazaddûm, una forma primitiva di Khazad-dûm
- KBL radice triconsonantica rintracciabile in «kibil» “argento”, in Kibil-nâla, e forse collegata al Quenya «telpe-» Khazâd “Nani”, il nome con il quale si identificavano
- Khazâd ai-mênu! “I Nani sono su di te!”(lett.), con gli elementi «aya» e «mênu»
- Khazad-dûm “Casa dei Khazad, Nanosterro”, riferito a Moria. In origine pronunciato Khazaddûm ed identificato con la “Miniera dei Nani” di Nogrod. La forma Khazaddûmu, che apparve sulla Tomba di Balin, sembra essere il suo genitivo: “di Khazad-dûm”
- kheled “vetro” in Kheled-zâram “Mirolago” (dove “Mirolago” è la traduzione italiana per “Mirrormere”, che ha in sé il valore di “specchio”). Il termine è attestato come Khûzdul e si pensa sia stato preso in prestito al Sindarin «heledh»
- Kheled-zâram “Mirolago, lago di vetro”, scritto anche Kheledzâram, e tradotto “vitrea pozza”
- Khîm, un figlio di Mîm
- Khûzdul “Nanesco, la lingua dei Nani”, pronunciato anche Khuzdul
- Khuzûd “Nani”, il termine con il quale si identificavano, rimpiazzato da Khazâd kibil “argento”, con la radice triconsonantica «KBL»
- Kibil-nâla “Argentaroggia”, il fiume Celebrant, composto da «kibil» e «nâla»
- Mahal “Aule” il nome Nanesco del Valar. (S:44, 339). Si crede che possa significare “fabbro”, ma nessuna ipotesi avvalora le tesi
- Mazarbul “(dei-?-) Registri”. Il finale in «-ul» lascerebbe presupporre un genitivo
- MBR radice triconsonantica vista in «inbar», “corno”
- mênu “voi” inteso come un accusativo plurale
- Mîm il Nano
- -nad elemento che compare in Zigilnad, un altro nome del fiume Celebrant, “Argentaroggia”
- nâla “sentiero, corso, o letto (del fiume)”, in Kibil-nâla
- Narag-zâram “Pozza Nera -?-” con la radice «NRG»
- Nargûn “Mordor”; con la radice «NRG», “nero”
- NRG “nero” radice triconsonantica vista in Narag-zâram e Nargûn. Avrebbe anche una forma indipendente, «*narag»
- Nulukkhizdîn “Nargothrond”, o Nulukkizdîn. Rimpiazzò la primitive forma Nulukkhizdun.
- Rukhs “Orco”, plurale Rakhâs
- Sharbhund “Monte Calvo -?-”, probabile nome nanesco per Amon Rudh. Il primo elemento sembra simile alla forma nella lingua degli Orchi, o in quella del Linguaggio Nero, «sharkû», dall'epiteto Sharkey, un nome di Saruman che significherebbe “vecchio uomo”. Se il Nanesco e la lingua degli Orchi sono in relazione, «shar-» sarebbe “Calvo", epiteto che calza ad un vecchio uomo. Il secondo elemento è simile a «bund(u)», “testa”, metafora commune per “monte, collina” come nel Quenya «nóla», e nel Sindarin «dôl»; («NDOL-»).
- shathûr “nuvola/e”, elemento basilare incerto se singolare o plurale. Shathûr è anche il nome abbreviato di Bundushathur “Vettanubi”, uno dei monti di Moria
- ShThR “nuvola/e”una radice triconsonantica rintracciabile in shathûr, Bundushathûr
- sigin “lungo” in Sigin-tarag
- Sigin-tarag “Lunga-barba” one una delle Sette Case dei Nani
- tarag “barba/e” in Sigin-tarag Tharkûn, nome di Gandalf per I Nani, col significato di “Maestro”. Affibbiabile al Sindarin e forse dovrebbe non essere in questa lista
- Tumunzahar “Nogrod”, una città dei Nani ai piedi dei Monti Azzurri. Presenta gli elementi «tumun», “cavo” (simile al Quenya «tumbu» “cavo, scavato”) e «zahar» “ (forma nominale).
- -u “in/di” in Bund-u-shathûr “Vetta(fra-le)nubi”. Probabilmente genitivo
- Udushinbar nome primitivo di Bundushathûr
- ûl “rivi, ruscelli” in Azanulbizar
- -ul un probabile suffisso aggettivale, nei termini Khûzdul, “Nanesco”, Fundinul, “figlio di Fundin”, ed in Mazarbul.
- Uruktharbun “Moria-?-”, attestato come Khûzdul. (RS:458, 465). Sembra essere stato rimpiazzato da Khazad-dûm, anche se pare contenga l'elemento “orco”, potrebbe essere un nome di una località dominate da un gruppo ostile
- uzbad “signore”, affibbiato ai Re di Moria
- Yù "Tu" modo improprio e informale di puntare il dito contro.
- zâram “vetro” (in Narag-zâram e Kheled-zaram) o “lago” secondo altri pareri. Tali due significati non sembrano essere in conflitto, dato che una pozza d'acqua in una caverna sotterranea ha notevoli proprietà riflessive e diventa senza problemi una popolare metafora di “vetro”.
- ZGL, radice triconsonantica vista in «zigil», “cuspide” (ma si noti Zigilnad)
- zigil “cuspide (più piccolo e sottile di un comune corno)” in Zirak-zigil “Argentacuspide”
- Zigilnad, un primitivo o alternativo termine per Kibil-nala, il Celebrant, o Argentaroggia, dove «zigil» pare significhi “argento”
- zirak “argento” in Zirak-zigil, “Argentacuspide”. (Ne Il Signore degli Anelli si narra: I Nani serbano un nome per ciò [mithril] che non rivelano." Tuttavia, questo si addice, dato il suo altro significato “grigio” (vedi «ZRK»), ed è probabile che lo fosse. Abbiamo altrimenti due altri termini che abbiano il significato di argento). Zirak è anche il nome breve di Zirak-zigil, reperito nel nome Gamil Zirak
- Zirakinbar “Corno d'Argento” (vedi «inbar»), rimpiazzato da Zirak-zigil, “Argentacuspide”
- Zirak-zigil “Argentacuspide”, uno dei monti di Moria (Sindarin Celebdil)
- ZN “buio, oscuro”, radice biconsonantica vista in Azanulbizar. Ha probabilmente una forma indipendente: «*azan»
- ZRK “argento, di colore grigio” radice triconsonantica rintracciata in «zirak», Zirak-zigil